# Rewritten Bible
Rewritten Bible, auch Rewritten Scripture, „umgeschriebene Bibel“, ist ein von Géza Vermes geprägter Begriff, mit dem antike Überarbeitungsprozesse heiliger Schriften des Judentums (und des Urchristentums) bezeichnet werden. Vermes gebrauchte ihn erstmals in Scripture and Tradition in Judaism: Haggadic Studies (1961).  

## Rewritten Bible bei Géza Vermes
Vermes analysierte unter dem Titel Rewritten Bible das Buch Sefer haJaschar. Dieses späte Werk (11. Jahrhundert n. Chr.) illustriere eine Form der Schriftauslegung, die schon tausend Jahre früher betrieben wurde: „Um Fragen vorweg zu beantworten und Probleme zu lösen, bevor diese auftauchen, fügt der Verfasser des Midrasch haggadische Weiterentwicklungen in die biblische Erzählung ein – ein exegetischer Prozess, der wahrscheinlich so alt ist wie die Auslegung der Bibel selbst.“
Vermes erklärt damit die Beobachtung, dass die heute vertraute Form des Kommentars zu einer biblischen Schrift, bei der diese versweise erläutert wird, in der Antike weniger gebräuchlich war; antike Autoren bevorzugten eine andere Art der Auseinandersetzung mit dem Bibeltext, die stärker in diesen eingreift – die Rewritten Bible. Vermes entwickelte diesen Begriff zur Beschreibung narrativer Texte. Er wurde in der Folge aber auch auf halachische Texte angewandt.

## Tendenzen
Mit der Erstellung einer Rewritten Bible kann ein antiker Autor verschiedene Absichten verfolgen. Eine biblische Erzählung kann durch Straffung der Handlung und Auslassung von Wiederholungen leichter lesbar werden. Vom Autor empfundene Lücken können mit zusätzlichen Erzählstoffen gefüllt, schwierige Stellen breiter erklärt werden. Widersprüche oder anstößige Aussagen im biblischen Text können bei der Überarbeitung geglättet werden. 
Das Verhältnis zum biblischen Original ist zwiespältig: der Autor hat Respekt vor der Tradition, er möchte sie fortführen. Und zugleich genügt der tradierte Text nicht, er muss verbessert werden.

## Abgrenzung des Begriffs
Nicht als Rewritten Bible angesehen werden 1. Bibeltexte, 2. Übersetzungen, mögen diese auch vom kanonischen Text abweichen. 
Als Parabiblica werden Schriften bezeichnet, die sich mit einer biblischen Person, einem biblischen Ereignis oder Thema befassen, aber wenig Gebrauch von den biblischen Stoffen machen. Daniel Stökl-Ben Ezra nennt sie Spin-Offs, Sequels und Prequels; ein Beispiel für diese Literatur sei der henochische Pentateuch (=äthiopisches Henochbuch).

## Beispiele
- Die beiden Bücher der Chronik sind eine Neufassung der historischen Stoffe in Josua 21 bis 2. Könige 25.
- Flavius Josephus’ Werk Jüdische Altertümer ist streckenweise eine Zusammenfassung des Alten Testaments.
- Pseudo-Philo erzählt mit midraschartigen Erweiterungen die biblischen Bücher Genesis bis Samuel nach, wobei er eine subjektive Auswahl der darin enthaltenen Stoffe trifft.
- Das 2. Makkabäerbuch ist die Zusammenfassung eines längeren Werks von Jason von Kyrene, das nicht erhalten ist.
- Das Genesis-Apokryphon paraphrasiert Texte der Genesis, die von Henoch, Noah und Abraham handeln.
- Das Jubiläenbuch ist eine ausführliche Nacherzählung der Genesis.
- Die Tempelrolle ordnet halachische Stoffe neu, die sich mit dem Tempelkult befassen.
- Das Apokryphon Jeremias C (4Q385a, 4Q387, 4Q388a, 4Q389) stellt den Propheten Jeremia als einen neuen Mose dar.
- Pseudo-Ezechiel (4Q385, 4Q386, 4Q385b, 4Q388, 4Q385c, 4Q391) ist ein alternatives Ezechielbuch mit Schilderung zusätzlicher Visionen.
- Matthäus und Lukas überarbeiten das Markusevangelium, wofür sie die Quelle Q auswerten. Während das Markusevangelium weiter tradiert wurde, ist die Quelle Q durch die Arbeit von Matthäus und Lukas ersetzt worden.